# Masela
Masela est une île de l'archipel d'Indonésie située dans la province des Moluques (république d'Indonésie). 
Elle fait partie de l'archipel des îles Babar, qui est un district (kecamatan) du kapubaten des Moluques du Sud-Ouest. 

## Situation
Elle est située à environ 20 km au sud de l'île Babar, la principale de l'archipel.
C'est une des îles frontalières d'Indonésie, définies par un décret de 2005 ; elle se trouve en effet au bord de la mer de Timor qui la sépare de l'Australie (îles Tiwi, Darwin) à environ 400 km.

## Géographie
C'est une île allongée d'environ 10 km de long et 2 de large, orientée sud-ouest-nord-est.

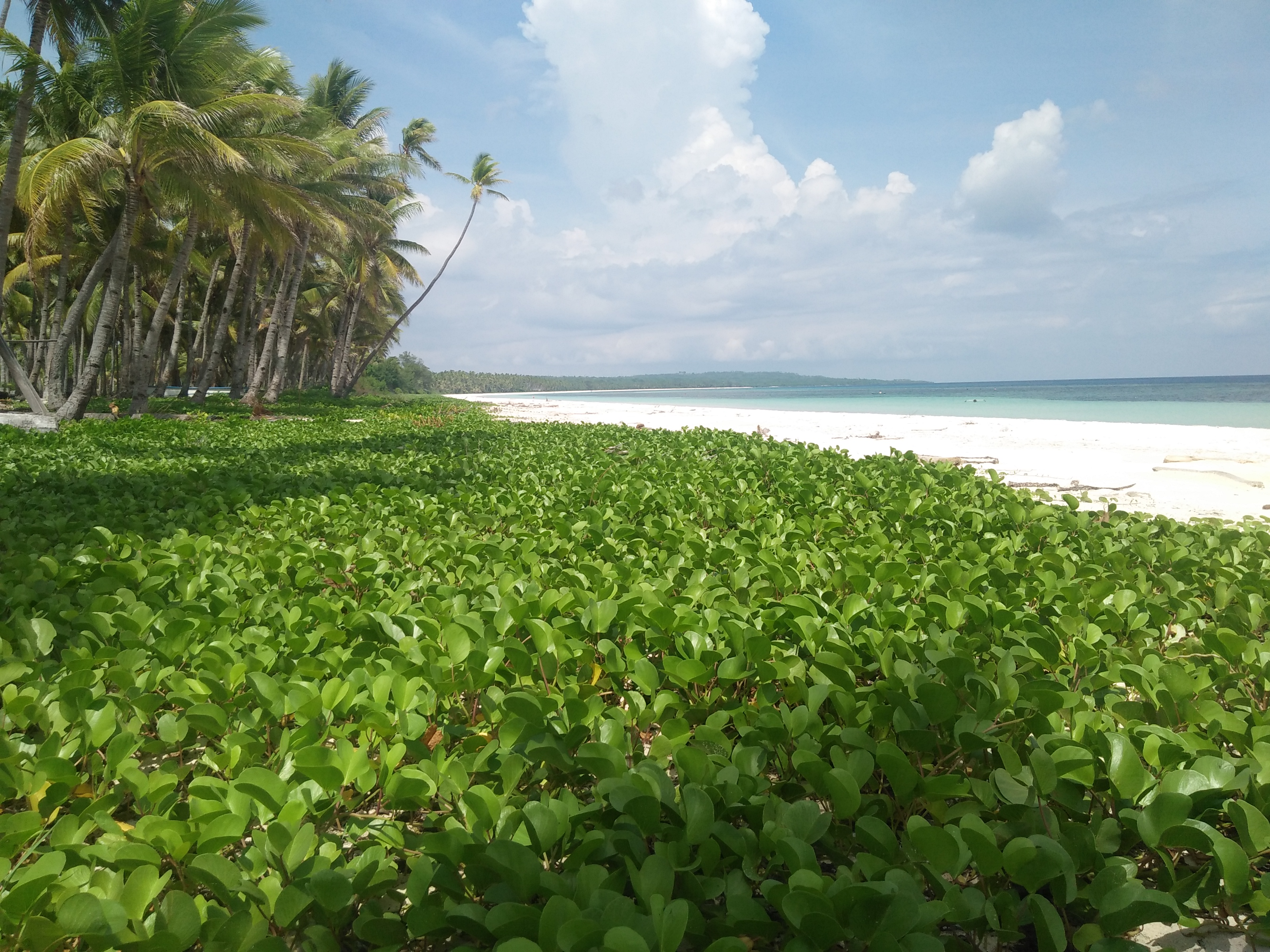
Plage sur la côte sud de Masela

## Histoire

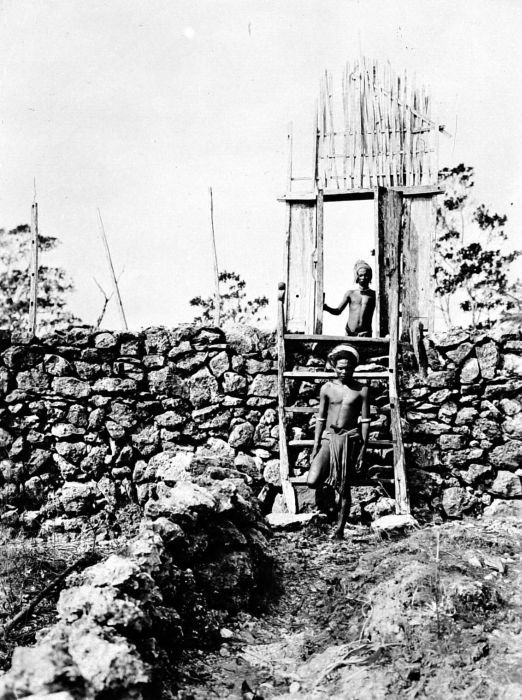
Ruines d'un fort dans le village de Lalawang

̪